# Рибкинське сільське поселення
Ри́бкинське сільське поселення (рос. Рыбкинское сельское поселение) — муніципальне утворення у складі Ковилкінського району Мордовії, Росія. Адміністративний центр — село Рибкино.

## Історія
Станом на 2002 рік існували Польцовська сільська рада (села Малий Азясь, Польцо, присілки Ковиляй, Нова Резеповка, Стара Резеповка), Рибкінська сільська рада (села Рибкіно, Череміс, присілки Барки, Ворона, Кірляй, Лосевка, Нова Дергановка, Понікедовка, селище Каргонжей) та Старосамаєвська сільська рада (село Стара Самаєвка, присілки Стара Дергановка, Стара Толковка).
2007 рок було ліквідовано присілок Стара Резеповка.
20 травня 2008 року до складу сільського поселення було включено ліквідоване Старосамаєське сільське поселення (село Стара Самаєвка, присілки Стара Дергановка, Стара Толковка), 12 березня 2010 року — ліквідоване Польцовське сільське поселення (села Малий Азясь, Польцо, присілки Ковиляй, Нова Рееповка).

## Населення
Населення — 1415 осіб (2019, 1831 у 2010, 2112 у 2002).

## Склад
До складу поселення входять такі населені пункти:
| Населений пункт            | Населення, осіб (2002) | Населення, осіб (2010) |
| -------------------------- | ---------------------- | ---------------------- |
| Барки, присілок            | 218                    | 162                    |
| Ворона, присілок           | 19                     | 12                     |
| Каргонжей, селище          | 2                      | 0                      |
| Кірляй, присілок           | 8                      | 8                      |
| Ковиляй, присілок          | 39                     | 31                     |
| Лосевка, присілок          | 2                      | 0                      |
| Малий Азясь, село          | 64                     | 49                     |
| Нова Дергановка, присілок  | 32                     | 18                     |
| Нова Резеповка, присілок   | 127                    | 109                    |
| Польцо, село               | 299                    | 304                    |
| Понікедовка, присілок      | 140                    | 102                    |
| Рибкино, село              | 616                    | 587                    |
| Стара Дергановка, присілок | 4                      | 0                      |
| Стара Резеповка, присілок  | 2                      | 0                      |
| Стара Самаєвка, село       | 231                    | 205                    |
| Стара Толковка, присілок   | 38                     | 29                     |
| Череміс, село              | 271                    | 215                    |

## Господарство
На території сільського поселення діють:
- ТОВ «Рибкіно»,
- молочний комплекс на 480 корів,
- загальноосвітня школа,
- основна освітня школа,
- дитячий садок,
- фізкультурно-оздоровчий комплекс з тренажерним залом,
- Рибкинська дільнична лікарня,
- культурно-дозвільний центр,
- будинок відпочинку,
- відділення ощадкаса,
- пожежна частина,
- Михайло-Архангельська церква,
- відділення зв'язку,
- аптека,
- ФАП,
- сім торгових точок (ТОВ «Олена і Т», ТОВ «Луч», ІП Родькін, ІП Личко, ТОВ «Співдружність», ТОВ «Віраж», ІП Самохвалова)